# Convento de Santa Catalina (Motrico)
El convento de Santa Catalina es un edificio situado en la localidad guipuzcoana de Motrico, en el País Vasco en España.

## Descripción
El edificio se encuentra en la localidad española de Motrico, perteneciente a la provincia de Guipúzcoa, en la comunidad autónoma del País Vasco. Se menciona en el undécimo volumen del Diccionario geográfico-estadístico-histórico de España y sus posesiones de Ultramar de Pascual Madoz, donde aparece descrito con las siguientes palabras:

El conv. de monjas de Sta. Catalina, que son canonigas agustinas de la filiacion de los obispos de Pamplona, se halla sit. al S. del pueblo y es bastante capaz, y su igl. una de las mejores de su clase que se ven en Guipúzcoa: en el retablo principal tiene dos grandes cuadros de la escuela flamenca debidos á Wandick y Rechorest en 1663, los cuales representan el martirio de Sta. Catalina y la crucificacion del Señor; y en uno de los altares de la izq. existe un bulto de tamaño natural que representa á Jesus Nazareno en una figura sumamente edificante, y es de escelente escultura y mérito superior.
(Madoz, 1848, p. 631)